# Francesca Cenci (psicologa)
Francesca Cenci (Parma, 29 luglio 1979) è una psicologa, psicoterapeuta, scrittrice e opinionista televisiva italiana.

## Biografia
Francesca Cenci è nata il 29 luglio 1979 a Parma, da padre Luigi Giovanni Maria Cenci, imprenditore nel campo di abbigliamento sportivo e condirettore dell'international Bayer tennis tournament, discendente di Luigi Rusca, architetto, e da madre Mirella Testi.

## Carriera
Francesca Cenci si laureata a pieni voti in psicologia all'Università Cattolica di Milano nel 2003, consegue la specializzazione in psicoterapia e successivi master rispettivamente in psicologia dello sport e psicologia forense. Nel 2009 iniziano le sue ricerche in campo neurologico, concentrate sullo studio tra qualità di vita e sclerosi multipla in pazienti affetti da tale patologia, diventando psicologa di riferimento presso il Centro Sclerosi Multipla dell'Unità Operativa di Neurologia dell’Ospedale di Vaio a Fidenza. Tra il 2009 e il 2011 pubblica diversi articoli scientifici in merito a queste tematiche. Dal 2021 presta servizio di supporto psicologico presso il centro ospedaliero neurologico SM di Cremona, collaborando anche con l'Associazione AISM. È docente per la “Scuola dello sport” CONI, consulente per la Federazione Ciclistica e una delle preparatrici mentali della Federazione Italiana Tennis.

### Apparizioni televisive
Francesca Cenci inizia la carriera televisiva nel 2016 a seguito della prima pubblicazione del libro Due cuori e una famiglia prendendo parte a Mattino Cinque, programma condotto da Federico Novella e Federica Panicucci. Nel 2017 e 2018 è ospite fissa su Rai 1 a La vita in diretta in qualità di psicologa.
Nel 2019 e 2020 è ospite fissa su Sky del programma Ogni mattina, condotto da Adriana Volpe. Nell'estate del 2021 è nuovamente presente al programma Estate in diretta.
Durante la stagione 2021-2022 torna a Mediaset partecipando, sempre in qualità di ospite, a Pomeriggio Cinque, condotto da Barbara D'Urso, a Mattino Cinque, programma di Francesco Vecchi e Federica Panicucci, a Fuori dal coro, rassegna di Mario Giordano e a Quarto grado, presentato da Gianluigi Nuzzi e Alessandra Viero. Prende parte, inoltre, a varie puntate di Tiki Taka - La repubblica del pallone, programma di Piero Chiambretti, dove espone opinioni di tema psicologico sul mondo del calcio. Nel 2024 partecipa alle puntate di Gioco sporco - I misteri dello sport, in onda in seconda serata su Italia 1.

### Scrittrice
Francesca Cenci nel 2015 pubblica, per Tecniche Nuove, il suo primo libro Due cuori e una famiglia - come far sopravvivere la coppia quando nasce un figlio, narrante i temi della gravidanza e nascita dal punto di vista psicologico all'interno della coppia. Nel 2016 dà alle stampe il libro Amare da morire - come sopravvivere all'amore malato, focalizzato sulla violenza subita dalle donne all'interno di un rapporto malato. Nel 2017 viene edito Io mi amo - come imparare ad amare se stessi ed essere felici, centrato sul tema del benessere emotivo di ogni individuo. Nel 2019 pubblica il libro È tutta colpa delle donne - cosa sbagliamo con gli uomini, tema provocatorio sulla parità e rispetto, che rovescia l'assioma del maschio colpevole e analizza le responsabilità delle donne all'interno della relazione di coppia, presentato alla rassegna Writers 2019 di Casa Sanremo. Nel 2020, durante la pandemia di COVID-19, pubblica il libro Relazioni e famiglia ai tempi del Covid, realizzato per dare supporto psicologico alle famiglie nel corso dell'emergenza sanitaria.

## Vita privata
Francesca Cenci nel 2009 ha sposato ad Antigua il tennista Florian Allgauer, da cui sono nati due figli: Nicolò (nato nel 2010) e Bianca (nata nel 2013). I due hanno divorziato nel 2016. Vive a Salsomaggiore Terme assieme ai due figli.

## Opere
- 2015: Due cuori e una famiglia - Come far sopravvivere la coppia quando nasce un figlio, Tecniche nuove, 2015
- 2016: Amare da morire - Come sopravvivere all'amore malato, Tecniche nuove, 2016
- 2018: Io mi amo - Come imparare ad amare se stessi ed essere felici, Tecniche nuove, 2018
- 2019: È tutta colpa delle donne - Cosa sbagliamo con gli uomini, Tecniche nuove, 2019
- 2020: Relazioni e famiglia ai tempi del Covid, Tecniche nuove, 2020